# 黑斑小鯛
黑斑小鯛為輻鰭魚綱鱸形目鱸亞目鯛科的其中一種，分布於東大西洋區，從挪威至加那利群島、馬德拉群島海域，棲息深度可達700公尺，體長可達70公分，棲息在各種底質海域，屬雜食性，以藻類、甲殼類、蠕蟲、軟體動物等為食，可做為食用魚及遊釣魚。